# Henry W. Corbett

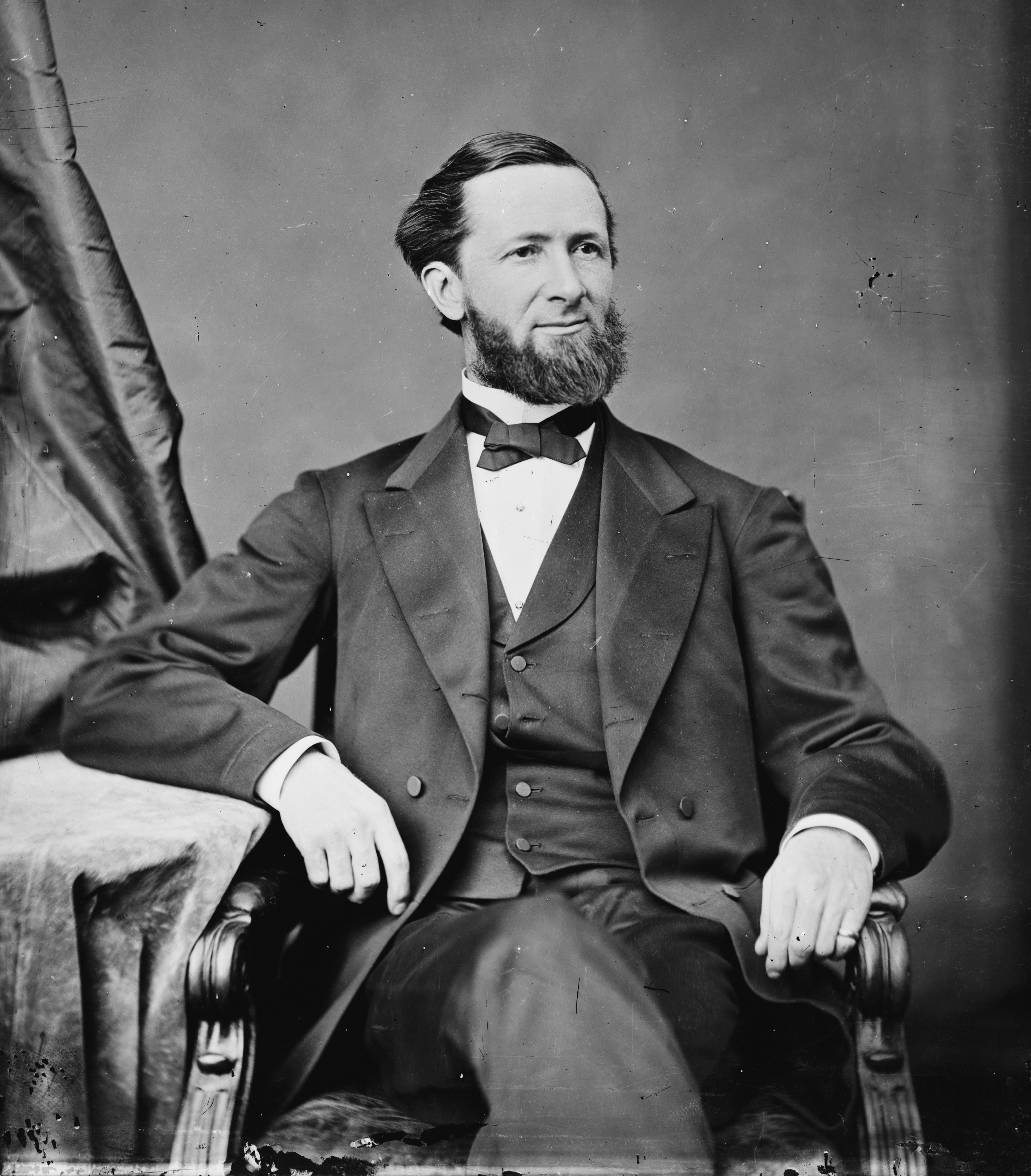
Henry W. Corbett

Henry Winslow Corbett (* 18. Februar 1827 in Westborough, Worcester County,  Massachusetts; † 31. März 1903 in Portland, Multnomah County, Oregon) war ein US-amerikanischer Politiker. Zwischen 1867 und 1873 vertrat er den Bundesstaat  Oregon im US-Senat.

## Werdegang
Im Jahr 1831 zog Henry Corbett mit seinen Eltern nach White Creek im Washington County im Bundesstaat New York, wo er die öffentlichen Schulen besuchte. Im Jahr 1840 war er an der Cambridge Academy ebenfalls im Staat New York eingeschrieben. In der dortigen Stadt Cambridge arbeitete er auch im Handel. 1843 zog er nach New York City, wo er bis 1851 ebenfalls im Handel tätig war. In diesem Jahr reiste er per Schiff nach Portland im späteren Staat Oregon. In seiner neuen Heimat gelang ihm bald ein enormer beruflicher Aufstieg. Er war im Handel erfolgreich und stieg bald in verschiedene andere Branchen ein. Dazu gehörten unter anderem das Bankgewerbe, die  Finanz- und Versicherungsbranche, die Flussschifffahrt, Kutschenlinien, Eisenbahnen, Telegraphen-Gesellschaften und die Eisen- und Stahlindustrie. Gleichzeitig begann er als Mitglied der Republikanischen Partei eine politische Laufbahn. Er wurde Kämmerer und Mitglied im Stadtrat von Portland. Außerdem wurde er Republikanischer Staatsvorsitzender für Oregon. 
Im Jahr 1866 wurde Henry Corbett von der Staatslegislative als Kandidat seiner Partei in den US-Senat gewählt, wo er am 4. März 1867 die Nachfolge von James W. Nesmith antrat. Bis zum 3. März 1873 absolvierte er dort eine sechsjährige Amtszeit. Bereits seit 1865 war die Arbeit des Kongresses von den Spannungen zwischen der Republikanischen Partei und Präsident Andrew Johnson überschattet, die in einem nur knapp gescheiterten Amtsenthebungsverfahren gegen den Präsidenten gipfelten. Während Corbetts Zeit im Senat wurden der 14. und der 15. Verfassungszusatz verabschiedet. Nach Ablauf seiner Amtszeit verzichtete Corbett auf eine weitere Kandidatur. In den folgenden Jahren setzte er seine beruflichen Tätigkeiten fort.
Im Jahr 1897 fand sich in der Staatslegislative von Oregon keine Mehrheit für den Sitz des Class-3-Kategorie US-Senators. Daher ernannte der Gouverneur Corbett zum kommissarischen US-Senator. Der Senat aber lehnte dieses Vorgehen ab und verweigerte Corbett seinen Sitz. Dieser wurde erst im Jahr 1898 durch Joseph Simon neu besetzt. Drei Jahre später, im Jahr 1901, bewarb sich Corbett erfolglos um seine Rückkehr in den Senat. Er starb am 31. März 1903 in Portland.